# Márkó
Márkó (Duits: Markusdorf) is een plaats (község) en gemeente in het Hongaarse comitaat Veszprém. Márkó telt 1141 inwoners (2001).
Ten zuiden van het dorp ligt de vierbaans rondweg M8.